# Francien de Zeeuw
Francina (Francien) de Zeeuw (Terneuzen, 19 mei 1922 – Middenbeemster, 8 september 2015) was een Nederlands verzetsstrijder in de Tweede Wereldoorlog en de eerste vrouwelijke militair binnen de Nederlandse krijgsmacht.
De Zeeuw was in de Tweede Wereldoorlog actief in het verzet en luisterde telefoonverkeer af, drong telefooncentrales binnen en smokkelde. Ze meldde zich aan voor de nieuw op te richten Marine Vrouwenafdeling (Marva) en vertrok eind 1944 vanuit het reeds bevrijde deel van Nederland naar Engeland waar zij de eerste Marva werd. De Zeeuw werd gedecoreerd met het Oorlogsherinneringskruis, het verzetsherdenkingskruis en het Ereteken voor Orde en Vrede.
Van 1945 tot eind 1947 was Francien de Zeeuw, beëdigd tot officier, gestationeerd in Batavia, Nederlands-Indië. Zij keerde terug naar Nederland, nam ontslag en ging in Purmerend wonen, waar ze een gezin stichtte. Francien de Zeeuw overleed op 93-jarige leeftijd op 8 september 2015 in woonplaats Middenbeemster.
In 2017 werd in Terneuzen de biografie Francien de Zeeuw: Van Verzetsheldin tot eerste vrouwelijke militair geschreven door Natasza Tardio gepresenteerd tijdens de onthulling van het straatbord van de naar De Zeeuw vernoemde straat. In Den Helder wordt ze geëerd door middel van een promenade die naar haar is vernoemd.

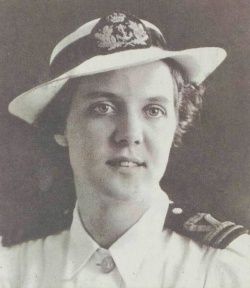
Francien de Zeeuw in 1944 in Londen in officiersuniform